# Snowbelt

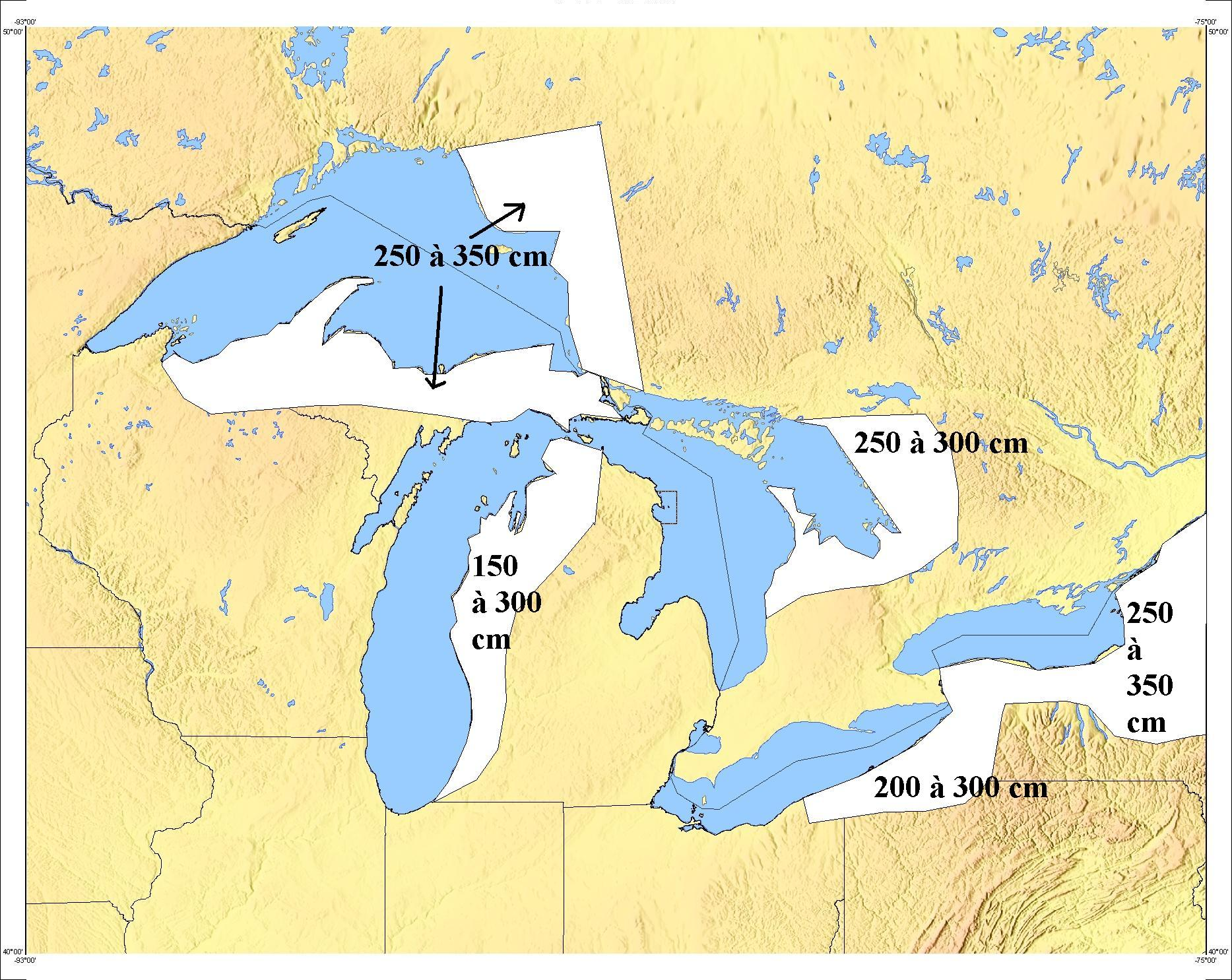
De gebieden van de Snowbelt

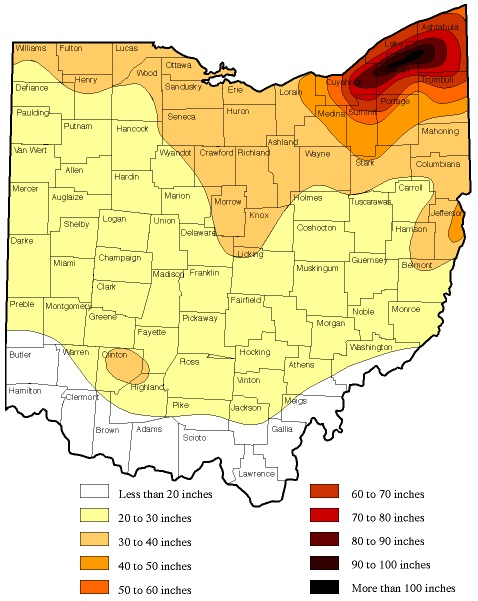
De Snowbelt in het noordoosten van de staat Ohio.

De Snowbelt is een gebied in de Verenigde Staten, rond de Grote Meren in het noordoosten van het land. In dit gebied is zware sneeuwval niet ongebruikelijk, vandaar de naam. Meteorologisch is dit te verklaren doordat koude arctische lucht uit Canada 's winters over de Grote Meren strijkt en in contact komt met warmere vochtige lucht boven de meren. Deze vochtige lucht wordt meegenomen maar wordt al snel te koud om waterdamp vast te houden, wat neerslag in de vorm van sneeuw veroorzaakt.
De Snowbelt valt grotendeels samen met de oudste industriële centra van de Verenigde Staten in onder andere Ohio (Cleveland) en Michigan 
(Detroit, Flint). Uit het Snowbelt gebied vertrokken eind jaren 60 veel mensen richting de Sunbelt in het zuiden. Hier was namelijk nieuwe industrie wat veel mensen aantrok, en het klimaat was er beter. De Snowbelt kende hierdoor stagnatie: veel bedrijven sloten de deuren en steden als Cleveland kampen met leegloop, leegstand en een dalend inwonertal. De Snowbelt wordt door de neergang in de zware industrie die leegstaande fabrieken en verroeste machines veroorzaakt, ook wel de Rust Belt (roestgordel) genoemd. Het vertrek werd later nog versterkt doordat de ouder wordende Boomer-generatie na haar pensionering liever in een warmer klimaat gingen wonen.